# Oryx (сайт)
Oryx, або Oryxspioenkop — нідерландський сайт розвідки на основі відкритих джерел оборонної тематики та дослідницька група з питань війни. Ним керують Стейн Мітзер і Йоост Оліманс.
На сайті також присутні новинні та енциклопедичні відомості про різного роду військове обладнання країн, наприклад, імпровізована бойова техніка та бронювання різних угруповань, документація військової техніки різних країн, постачання зброї тощо.

## Історія
Oryx було засновано у 2013 році і спочатку зосереджувалися на війні в Сирії. Мітзер і Оліманс також написали книгу про північнокорейських військових.
Назва сайту складається зі слів oryx (орикс) та spioen kop (африкаанс «спостережний пагорб»), що може бути відсилкою до битви під Спайон Коп, де бури здобули перемогу над англійцями.
Блог здобув міжнародну популярність завдяки своїй роботі щодо російського вторгнення в Україну, підрахунку та відстеження матеріальних втрат на основі візуальних доказів та розвідувальних даних на основі відкритих джерел (OSINT) із соціальних мереж. Його регулярно цитують у великих ЗМІ, включаючи Forbes, CNN, Reuters, The Guardian, Newsweek і CBS News. Forbes назвав Oryx «найнадійнішим джерелом стосовно конфлікту на даний час», назвавши його послуги «видатними». Оскільки підрахунок Oryx складається лише з візуально підтверджених втрат, вони часто формують абсолютні мінімальні числа відліку для оцінки збитків.
19 червня 2023 року на офіційному твітері проєкту розміщено анонс припинення роботи проєкту з 1 жовтня 2023 року.